# Кольде, Теодор
Теодор Кольде (нем. Theodor Kolde; 6 мая 1850—21 октября 1913) — протестантский историк церкви.
С 1881 ординарный профессор в Эрлангене.
Опубликовал:
- «Die deutsche Augustinerkongregation und Johann von Staupitz» (Гота, 1879);
- «Friedrich der Weise und die Anfänge der Reformation» (Эрланген, 1881);
- «Luther und der Reichstag zu Worms» (Галле, 1883);
- «Martin Luther» (Гота, 1883 и сл.);
- «Analecta Lutherana» (т. I, Гота, 1884);
- «Die Heilsarmee nach eigener Anschanung u. nach ihren Schriften» (Эрланген, 1885);
- «Melanchtons Loci communes» (Эрланген, 1890); * «Luthers Selbstmord. Eine Geschichtslüge P. Majunkes beleuchtet» (1—3 изд., Лейпциг, 1890);
- «Beiträge zur Reformationsgeschichte» (Лейпциг, 1890);
- «Ueber Grenzen des histor. Erkennens» (Лейпциг, 1890 и 1891).